# セコム山陰
セコム山陰株式会社（セコムさんいん）は、島根県松江市に本社を置くセコムグループの警備会社である。また、インターネットサービスプロバイダの「San-inNet」も行っている。

## 概要
- 代表者　代表取締役社長　浅中　靖作
- 沿革　1972年設立
- 資本金　2億8560万円
- 本社所在地　島根県松江市北陵町34（ソフトビジネスパーク島根）

## 関連会社
- セコムテック山陰
- セコムジャスティック山陰